# جورج لو (لاعب كريكت)
جورج لو (17 أبريل 1846 - 30 يوليو 1911)  (بالإنجليزية: George Law)‏ هو لاعب كريكت بريطاني.